# Proechimys hoplomyoides
Proechimys hoplomyoides är en däggdjursart som först beskrevs av Tate 1939.  Proechimys hoplomyoides ingår i släktet Proechimys och familjen lansråttor. IUCN kategoriserar arten globalt som otillräckligt studerad. Inga underarter finns listade i Catalogue of Life.
Denna gnagare förekommer i södra och sydöstra Venezuela samt i angränsande områden av Brasilien och Guyana. Den lever i regioner som ligger 130 till 2000 meter över havet. Arten vistas i regnskogar samt i galleriskogar och trädgårdar.